# Apoyo moral
El apoyo moral es una forma de dar apoyo a una persona o causa, o a un participante en un conflicto, sin hacer ningún aporte más allá del valor emocional o psicológico del estímulo.
Por ejemplo, en una guerra entre dos países o alianzas, una tercera nación puede dar apoyo moral a un bando, sin participar realmente en el conflicto (por ejemplo, Paraguay en la Segunda Guerra Mundial o Colombia en la Guerra de la Triple Alianza).
Otro ejemplo común se puede encontrar en los deportes. Al salir a ver al equipo de un amigo jugar un partido, es probable que uno no esté apoyando directamente a su equipo de ninguna manera significativa, pero el amigo de uno aún puede sentirse animado por el apoyo moral de su presencia.
La línea divisoria entre el apoyo moral y otras formas de ayuda suele ser difícil de trazar. Por ejemplo, algunos atletas informan que juegan mejor cuando los espectadores los animan y, en algunos casos, las decisiones de los árbitros pueden verse influenciadas por una multitud partidista.
También existe el apoyo moral que se puede ofrecer a alguien que está pasando por una situación difícil. Es posible que no se pueda ofrecer ninguna ayuda concreta más allá de empatía.
Hay varios términos clave relacionados con la premisa del apoyo moral. Uno es el término «moral», que se define como participar en acciones consideradas éticas o adecuadas, y es la distinción entre «correcto» e «incorrecto» (Diccionario de la Asociación Americana de Sicología). Todos los seres humanos están «motivados moralmente» y guiados por un código moral, que se define como los valores o principios éticos que las personas utilizan para guiar su comportamiento (Diccionario APA). La moral y el código moral de un individuo están influenciados por la cultura (Haidt 2007). Se dice que la moralidad misma es universal entre los humanos (Haidt 2007).
«Apoyo moral» es un término de uso común en la cultura popular. No existe una definición formal del término «apoyo moral» en la literatura psicológica, ni existe una manera formalizada u operacionalizada de medirlo. Si bien no hay mucha material en la literatura que examine explícitamente el tema del apoyo moral como tema, gran parte de la literatura contiene discusiones sobre temas estrechamente relacionados con el apoyo moral. Estos temas, temas y definiciones, aunque no se denominan como tales, equivaldrían a un reconocimiento directo de la existencia de apoyo moral.

## Bases teóricas
La moral que una persona tiene en la edad adulta es un producto directo de su desarrollo moral. La literatura que rodea este campo de estudio ocasionalmente se refiere al apoyo moral en el contexto de los padres que ayudan a sus hijos a tomar decisiones morales (Turiel 1983). Desde una edad temprana, los humanos son capaces de identificar intuitivamente una situación con carga moral de una más mundana, como lo explica la Teoría del Dominio Social (Turiel 1983). Estas situaciones morales «únicas» pueden requerir un tipo diferente de enfoque o incluso ayuda para poder ser tratadas; aquí es cuando se puede requerir apoyo moral.
Los humanos somos muy sociales. Nuestras culturas exigen conformidad (Asch 1951) con ciertas normas sociales, como la conformidad con códigos y presiones morales. Al decidir entre las decisiones «incorrectas» o «correctas», una persona puede necesitar apoyo emocional o la aprobación de otro compañero en forma de apoyo moral.
El apoyo moral puede venir en forma de influencia de normas y modelos a seguir (Aquino y Freeman). El entorno que rodea a una persona puede influir en la medida en que las decisiones que toman son «morales». Esto depende de la identidad moral de la persona y de si considera o no ser una persona moral como una parte importante de su identidad. En un entorno donde la expresión de identidades, construcciones psicológicas e inquietudes morales es común y abierta, las personas que valoran la moral en gran medida dentro de su identidad experimentan el refuerzo de su propia identidad moral. Los individuos que normalmente asignarían poca importancia a su moral, pueden experimentar una «identidad moral temporal» que influirá en la forma en que toman una decisión moral. Aquellos con identidades morales de gran importancia obtuvieron apoyo moral de este entorno, por lo que experimentan este refuerzo de la identidad. Aquellos con identidades morales de baja importancia experimentan esta identidad moral temporal, porque su entorno les proporciona apoyo moral y conocimiento cuando toman una decisión con carga moral, lo que lleva a un comportamiento más moral.
Además, el procesamiento de información social (Crick y Dodge, 1994) junto con el marco de toma de decisiones morales (Garrigan, Adlam, Langdon 2018) muestra cómo en una situación de carga moral, una decisión próxima se toma siguiendo un conjunto de señales internalizadas, antes de que se lleve a cabo una conducta. El marco muestra cómo estas señales internas toman en consideración los factores sociales, más notablemente la interacción con los compañeros, la crianza y la cultura. Esto respalda la idea de que, aun en forma inconsciente, buscamos apoyo moral en los demás cuando tomamos decisiones morales.
Véase también Psicología moral y comportamiento moral.

## Aplicaciones de apoyo moral

### En decisiones de compra
El papel del apoyo moral también se ha identificado como un actor clave en el comportamiento del consumidor (Lowe y Haws 2014). Esta investigación relaciona explícitamente el autocontrol con el comportamiento moral. El estudio examina decisiones de compra idénticas tomadas por dos personas diferentes. Se utiliza un ejemplo de compra de algunos alimentos para el consumo. Si las dos personas decidieron comprar la comida, esto se conoce como «co-indulgencia»; si las dos personas deciden abstenerse de realizar la compra esto se conoce como «co-abstinencia». En una tercera situación, una persona decide comprar la comida, mientras que la otra no.
La culpa es un elemento subyacente importante en este estudio. Las decisiones de compra se describen como decisiones de «autocontrol». Si la decisión de comprar la comida impide el avance de un objetivo, por ejemplo, mantener una dieta saludable, y la persona elige realizar la compra independientemente de esto, entonces el sentimiento de culpa manchará la experiencia general y el disfrute de la compra. En el caso del tercer ejemplo, cuando una de las partes se complació y la otra se abstuvo, la persona que realizó la compra mostró más sentimientos de culpa y disfrutó la compra menos de todos los escenarios. Sin embargo, si ambas partes tomaron la decisión 'incorrecta' juntas al comprar el artículo, se mostró mucha menos culpa.
Los consumidores a menudo utilizan estrategias de administración de la culpa para permitir comportamientos contradictorios (Gregory-Smtih, Smith, Winklhofer 2013). La conformidad de los compañeros reduce la culpa y esto se manifiesta como apoyo moral. La culpa se siente cuando la persona siente que ha violado sustancialmente su moral, al hacer lo «incorrecto» y hacer la compra. Sin embargo, si ambas personas hacen la compra indebida, los sentimientos de culpa se reducen en gran medida y se refuerza el placer de esa compra porque hay un sentimiento de solidaridad en esta elección «incorrecta». De manera similar, si ambos consumidores optaron por abstenerse y hacer lo «correcto», se consideró que este apoyo moral mutuo vinculaba a las dos partes. Consulte Aprobación social .
El estudio de Lowe and Haws demuestra que el apoyo moral es un fenómeno muy social y emocional.

### En terapia
Un estudio realizado por Pfund et al (2020) encontró que el envío de una carta de motivación a los pacientes que necesitan tratamiento psicológico para los trastornos del juego de azar aumentó la tasa de asistencia a la primera sesión de terapia. El grupo de control recibió una llamada telefónica de recordatorio solo antes de su primera sesión, pero ninguna carta de motivación. El grupo de condición experimental recibió la llamada telefónica y la carta; la asistencia de este grupo fue un 25% mayor. (El grupo de control tiene 51% de asistencia, el grupo de cartas motivacionales tiene 76%). La carta de motivación, que destacó los resultados esperados de la terapia para el participante, es una forma de apoyo moral exitoso, ya que brinda apoyo emocional e impulsa al individuo a hacer lo «correcto» y seguir adelante con el tratamiento.